# Ovatiovermis
Ovatiovermis cribratus
Genre
Espèce

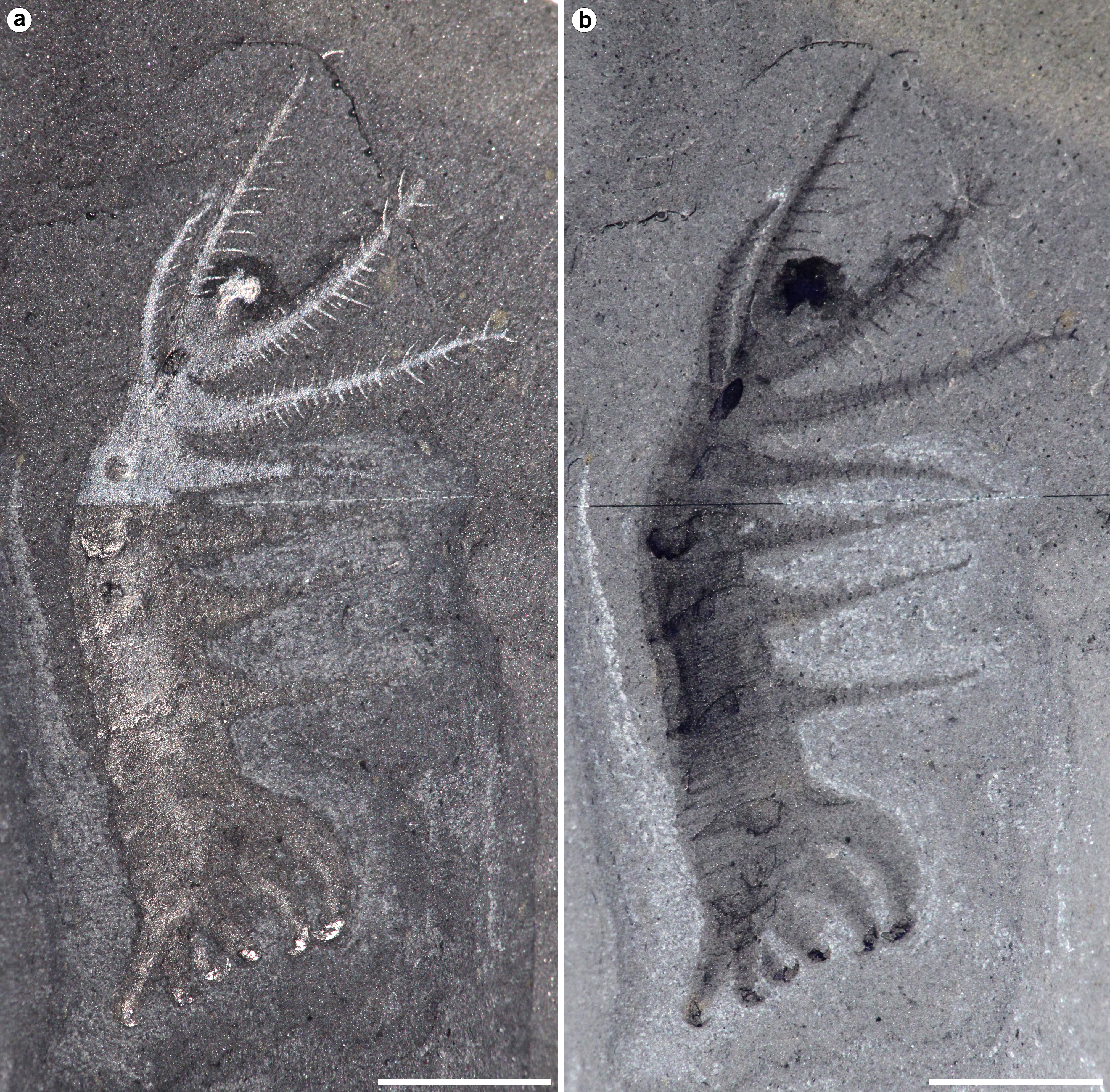
Fossile holotype dOvatiovermis.

Ovatiovermis est un genre de lobopodiens filtreurs des schistes de Burgess. Comme beaucoup de lobopodiens, ces espèces avaient neuf paires de lobopodes (pattes) et étaient bien adapté à l'alimentation par filtration, qu'ils pratiquaient probablement depuis le point élevé le plus proche. Une seule espèce est connue, Ovatiovermis cribratus.

## Morphologie
Ovatiovermis avait neuf paires de lobopodes. Les deux premières paires étaient allongées et avaient environ vingt paires d'épines chacune, avec une griffe bifide à chaque extrémité. Les troisième à sixième paires de lobopodes étaient plus courtes et leurs paires d'épines étaient beaucoup plus petites : elles n'étaient grandes que près de la pointe. Les trois dernières paires de lobopodes n'avaient pas d'épines, ce qui montre que celles-ci étaient utilisées pour l'alimentation par filtration. Au lieu de cela, ces lobopodes avaient des griffes crochues avec lesquelles Ovatiovermis pouvait agripper les coraux ou les éponges de l'époque pour se dresser dans le courant.
À l'avant de l'animal, il avait une trompe réversible, avec sa bouche à l'extrémité. Cette trompe a probablement été utilisée pour sucer les particules de nourriture capturées par les épines, peut-être de la même manière qu'un concombre de mer actuel. Sa tête n'était pas bien séparée du corps. Il avait deux petits organes visuels (0,1 mm de diamètre) sur la tête, probablement très primitifs.
Un examen attentif des fossiles a révélé des traces de composés calciques dans les griffes des trois pattes arrière et autour de la bouche et de la trompe. Il y avait aussi des traces de calcium dans l'intestin, mais il peut s'agir de fragments de coquille attachés à sa nourriture plutôt que des organes de l'animal.

## Importance évolutive
Ovatiovermis était membre des Luolishaniidae (en), un groupe de lobopodiens. Caron et Aria suggèrent dans leur article sur Ovatiovermis que les luolishaniides, les hallucigéniides et les superarthropodes (Arthropoda, Tardigrada et Onchyophora) forment ensemble le super-embranchement Panarthropoda, plutôt que les hallucigéniides et les luolishaniides soient étroitement liés aux onchyophores. Cela repousse la date de la séparation de ces lignées loin dans le Précambrien.
Tous les luolishaniides étaient des filtreurs, et c'est l'une des caractéristiques de leur classification — l'autre étant la petite tête et le cou épais, par opposition aux hallucigéniides qui avaient une tête bulbeuse et un cou fin.

## Systématique
Le genre Ovatiovermis et l'espèce Ovatiovermis cribratus ont été décrits en 2017 par les paléontologues Jean-Bernard Caron (d) et Cédric Aria (d),

### Étymologie
Le nom générique,  Ovatiovermis, vient du latin « ovatio » « ovation » et « vermis » « ver ». Cela fait référence à la position qu'il aurait adoptée lors de l'alimentation par filtration, debout sur ses paires lobopodes arrière et agitant les membres avant au-dessus de sa tête. 
L'épithète spécifique, cribratus, vient aussi du latin et signifie « ce qui tamise ».

### Publication originale
- (en) Jean-Bernard Caron et Cédric Aria, « Cambrian suspension-feeding lobopodians and the early radiation of panarthropods », BMC Evolutionary Biology, BMC et Springer Science+Business Media, vol. 17, no 1,‎ 31 janvier 2017, p. 29 (ISSN 1471-2148, OCLC 47657384, PMID 28137244, PMCID 5282736, DOI 10.1186/S12862-016-0858-Y).